# Championnat du Sri Lanka de football 2013
Navigation
Saison précédente Saison suivante
La saison 2013 du Championnat du Sri Lanka de football est la vingt-neuvième édition du championnat national de première division au Sri Lanka. Le championnat change une nouvelle fois de formule puisqu'il passe de 12 à 20 clubs. En plus des douze équipes de l'élite et des deux promus, six autres formations issues de deuxième division participent à la compétition. Les vingt équipes sont réparties en deux poules et s'affrontent en matchs aller et retour. Les quatre premiers de chaque groupe se qualifient pour la phase finale, jouée sous forme de rencontre à élimination directe. Il n'y a pas de relégation en fin de saison.
C'est le Air Force Sports Club qui remporte la compétition, après avoir battu Renown Sports Club en finale nationale. C'est le tout premier titre de champion du Sri Lanka de l'histoire du club.

## Les clubs participants
- Saunders Sports Club
- Renown Sports Club
- Ratnam Sports Club
- Air Force Sports Club
- Navy SC
- Army SC
- Nandimithra SC
- Police SC
- Java Lane SC
- New Youngs SC
- Don Bosco Sports Club
- Blue Star Sport Club
- Kalutara Park SC - Promu de Division 2
- Negombo Youth Sports Club - Promu de Division 2
- Upcountry Lions - Promu de Division 2
- Pelicans SC - Promu de Division 2
- Solid Sports Club - Promu de Division 2
- Matara City SC - Promu de Division 2
- Super Sun SC - Promu de Division 2
- Colombo Football Club - Promu de Division 2

## Compétition

### Phase régulière
Le classement est établi sur le barème de points classique (victoire à 3 points, match nul à 1, défaite à 0).
| Rang | Équipe                     | Pts | J  | G  | N | P  | Bp | Bc | Diff |
| ---- | -------------------------- | --- | -- | -- | - | -- | -- | -- | ---- |
| 1    | Colombo Football ClubP     | 40  | 18 | 12 | 4 | 2  | 50 | 12 | +38  |
| 2    | Ratnam Sports ClubT        | 37  | 18 | 11 | 4 | 3  | 37 | 20 | +17  |
| 3    | Blue Star Sport Club       | 35  | 18 | 10 | 5 | 3  | 25 | 11 | +14  |
| 4    | Air Force Sports Club      | 28  | 18 | 8  | 4 | 6  | 25 | 17 | +8   |
| 5    | Navy SC                    | 26  | 18 | 7  | 5 | 6  | 24 | 20 | +4   |
| 6    | Saunders Sports Club       | 21  | 16 | 5  | 6 | 5  | 14 | 11 | +3   |
| 7    | Matara City SCP            | 15  | 17 | 3  | 6 | 8  | 18 | 33 | -15  |
| 8    | Java Lane SC               | 15  | 17 | 3  | 6 | 8  | 16 | 38 | -22  |
| 9    | Negombo Youth Sports ClubP | 10  | 17 | 1  | 7 | 9  | 13 | 33 | -20  |
| 10   | Super Sun SCP              | 8   | 17 | 1  | 5 | 11 | 10 | 37 | -27  |

| Rang | Équipe                | Pts | J  | G  | N | P  | Bp | Bc | Diff |
| ---- | --------------------- | --- | -- | -- | - | -- | -- | -- | ---- |
| 1    | Army SCC              | 40  | 18 | 12 | 4 | 2  | 47 | 14 | +33  |
| 2    | Renown Sports Club    | 35  | 18 | 10 | 5 | 3  | 33 | 23 | +10  |
| 3    | Solid Sports ClubP    | 32  | 18 | 9  | 5 | 4  | 31 | 20 | +11  |
| 4    | Don Bosco Sports Club | 28  | 18 | 8  | 4 | 6  | 30 | 20 | +10  |
| 5    | Nandimithra SC        | 26  | 18 | 7  | 5 | 6  | 24 | 32 | -8   |
| 6    | Upcountry LionsP      | 22  | 18 | 6  | 4 | 8  | 26 | 35 | -9   |
| 7    | New Youngs SC         | 18  | 18 | 5  | 3 | 10 | 24 | 31 | -7   |
| 8    | Kalutara Park SCP     | 17  | 18 | 4  | 5 | 9  | 20 | 30 | -10  |
| 9    | Pelicans SCP          | 17  | 18 | 4  | 5 | 9  | 22 | 34 | -12  |
| 10   | Police SC             | 13  | 18 | 3  | 4 | 11 | 20 | 38 | -18  |

### Phase finale
|  | Quarts de finale      | Quarts de finale      | Quarts de finale      | Quarts de finale      |                       |                       | Demi-finales     | Demi-finales     | Demi-finales     | Demi-finales     |  |  | Finale           | Finale           | Finale           | Finale           |
|  |                       |                       |                       |                       |                       |                       |                  |                  |                  |                  |  |  |                  |                  |                  |                  |
|  | 30 novembre 2013      | 30 novembre 2013      | 30 novembre 2013      | 30 novembre 2013      |                       |                       | 15 décembre 2013 | 15 décembre 2013 | 15 décembre 2013 | 15 décembre 2013 |  |  | 22 décembre 2013 | 22 décembre 2013 | 22 décembre 2013 | 22 décembre 2013 |
|  | 30 novembre 2013      | 30 novembre 2013      | 30 novembre 2013      | 30 novembre 2013      |                       |                       | 15 décembre 2013 | 15 décembre 2013 | 15 décembre 2013 | 15 décembre 2013 |  |  | 22 décembre 2013 | 22 décembre 2013 | 22 décembre 2013 | 22 décembre 2013 |
|  | Ratnam Sports Club    | Ratnam Sports Club    | 1 (3)                 | 1 (3)                 |                       |                       | 15 décembre 2013 | 15 décembre 2013 | 15 décembre 2013 | 15 décembre 2013 |  |  | 22 décembre 2013 | 22 décembre 2013 | 22 décembre 2013 | 22 décembre 2013 |
|  | Ratnam Sports Club    | Ratnam Sports Club    | 1 (3)                 | 1 (3)                 |                       |                       | 15 décembre 2013 | 15 décembre 2013 | 15 décembre 2013 | 15 décembre 2013 |  |  | 22 décembre 2013 | 22 décembre 2013 | 22 décembre 2013 | 22 décembre 2013 |
|  | Solid Sports Club tab | Solid Sports Club tab | 1 (4)                 | 1 (4)                 |                       |                       | 15 décembre 2013 | 15 décembre 2013 | 15 décembre 2013 | 15 décembre 2013 |  |  | 22 décembre 2013 | 22 décembre 2013 | 22 décembre 2013 | 22 décembre 2013 |
|  | Solid Sports Club tab | Solid Sports Club tab | 1 (4)                 | 1 (4)                 | Solid Sports Club     | Solid Sports Club     | 1                | 1                |                  |                  |  |  | 22 décembre 2013 | 22 décembre 2013 | 22 décembre 2013 | 22 décembre 2013 |
|  | 1er décembre 2013     |                       |                       |                       | Solid Sports Club     | Solid Sports Club     | 1                | 1                |                  |                  |  |  | 22 décembre 2013 | 22 décembre 2013 | 22 décembre 2013 | 22 décembre 2013 |
|  |                       |                       | Air Force Sports Club | Air Force Sports Club | 2                     | 2                     |                  |                  |                  |                  |  |  | 22 décembre 2013 | 22 décembre 2013 | 22 décembre 2013 | 22 décembre 2013 |
|  | Air Force Sports Club | Air Force Sports Club | Air Force Sports Club | Air Force Sports Club | 2                     | 2                     | 2                | 2                |                  |                  |  |  | 22 décembre 2013 | 22 décembre 2013 | 22 décembre 2013 | 22 décembre 2013 |
|  | Air Force Sports Club | Air Force Sports Club | 14 décembre 2013      |                       |                       |                       | 2                | 2                |                  |                  |  |  | 22 décembre 2013 | 22 décembre 2013 | 22 décembre 2013 | 22 décembre 2013 |
|  | Army SC               | Army SC               | 1                     | 1                     |                       |                       |                  |                  |                  |                  |  |  | 22 décembre 2013 | 22 décembre 2013 | 22 décembre 2013 | 22 décembre 2013 |
|  | Army SC               | Army SC               | 1                     | 1                     | Air Force Sports Club | Air Force Sports Club | 1                | 1                |                  |                  |  |  |                  |                  |                  |                  |
|  | 7 décembre 2013       |                       |                       |                       | Air Force Sports Club | Air Force Sports Club | 1                | 1                |                  |                  |  |  |                  |                  |                  |                  |
|  |                       |                       | Renown Sports Club    | Renown Sports Club    | 0                     | 0                     |                  |                  |                  |                  |  |  |                  |                  |                  |                  |
|  | Blue Star Sport Club  | Blue Star Sport Club  | Renown Sports Club    | Renown Sports Club    | 0                     | 0                     | 0                | 0                |                  |                  |  |  |                  |                  |                  |                  |
|  | Blue Star Sport Club  | Blue Star Sport Club  |                       |                       |                       |                       |                  |                  |                  |                  |  |  |                  |                  |                  |                  |
|  | Renown Sports Club    | Renown Sports Club    | 1                     | 1                     |                       |                       |                  |                  |                  |                  |  |  |                  |                  |                  |                  |
|  | Renown Sports Club    | Renown Sports Club    | 1                     | 1                     | Renown Sports Club    | Renown Sports Club    | 2                | 2                |                  |                  |  |  |                  |                  |                  |                  |
|  | 8 décembre 2013       |                       |                       |                       | Renown Sports Club    | Renown Sports Club    | 2                | 2                |                  |                  |  |  |                  |                  |                  |                  |
|  |                       |                       | Don Bosco Sports Club | Don Bosco Sports Club | 0                     | 0                     |                  |                  |                  |                  |  |  |                  |                  |                  |                  |
|  | Colombo Football Club | Colombo Football Club | Don Bosco Sports Club | Don Bosco Sports Club | 0                     | 0                     | 2                | 2                |                  |                  |  |  |                  |                  |                  |                  |
|  | Colombo Football Club | Colombo Football Club |                       |                       |                       |                       |                  | 2                |                  |                  |  |  |                  |                  |                  |                  |
|  | Don Bosco Sports Club | Don Bosco Sports Club | 3                     | 3                     |                       |                       |                  |                  |                  |                  |  |  |                  |                  |                  |                  |
|  | Don Bosco Sports Club | Don Bosco Sports Club | 3                     | 3                     |                       |                       |                  |                  |                  |                  |  |  |                  |                  |                  |                  |
|  |                       |                       |                       |                       |                       |                       |                  |                  |                  |                  |  |  |                  |                  |                  |                  |

## Bilan de la saison
| Championnat du Sri Lanka de football 2013                             |                                   |
| Champion                                                              | Air Force Sports Club (1er titre) |
| Coupes et trophées                                                    |                                   |
| Vainqueur de la Coupe du Sri Lanka 2013                               | Army SC                           |
| Qualifications continentales                                          |                                   |
| Ligue des champions de l'AFC 2014                                     | Aucun                             |
| Coupe de l'AFC 2014                                                   | Aucun                             |
| Coupe du président de l'AFC 2014                                      | Air Force Sports Club             |
| Promotions et relégations                                             |                                   |
| Promus en Bristol League                                              | Thihariya Youth SC                |
| Promus en Bristol League                                              | Crystal Palace SC                 |
| Relégués en Championnat du Sri Lanka de football de deuxième division | Aucun                             |